# Latexo, Texas
Latexo là một thành phố thuộc quận Houston, tiểu bang Texas, Hoa Kỳ. Năm 2010, dân số của xã này là 322 người.

## Dân số
- Dân số năm 2000: 272 người.
- Dân số năm 2010: 322 người.